# 塔羅卡
塔羅卡（Tarouca）是葡萄牙的一座城市，在行政區劃上屬於北部大區的維塞烏區。面積100.08平方公里。2011年塔羅卡有人口8,046人。塔羅卡管轄有7個堂區,在2004年12月升格為城市。塔羅卡現任市長是 Mário Caetano Teixeira Ferreira，黨籍是社會黨。塔羅卡市的公共假日是6月29日。

## 外部連結
- Everything about Tarouca （页面存档备份，存于）
- Photos from Tarouca （页面存档备份，存于）